# Luis Stefan Stecher
Luis Stefan Stecher (* 7. Juni 1937 in Laas, Südtirol) ist ein deutschsprachiger Dichter und bildender Künstler aus Südtirol. Er lebt auf dem Ansitz „Manhard“ in Marling.

## Leben
Luis Stefan Stecher wuchs in Innsbruck und Laas im Vinschgau auf. Nach dem Besuch der Hauptschule in Innsbruck absolvierte er eine Lithografenlehre; anschließend studierte er an der Hochschule der angewandten Kunst in Wien sowie an der Akademie der Bildenden Künste. Er ist Mitglied im P.E.N.-Club Liechtenstein, einem Zentrum der internationalen Schriftstellervereinigung P.E.N.

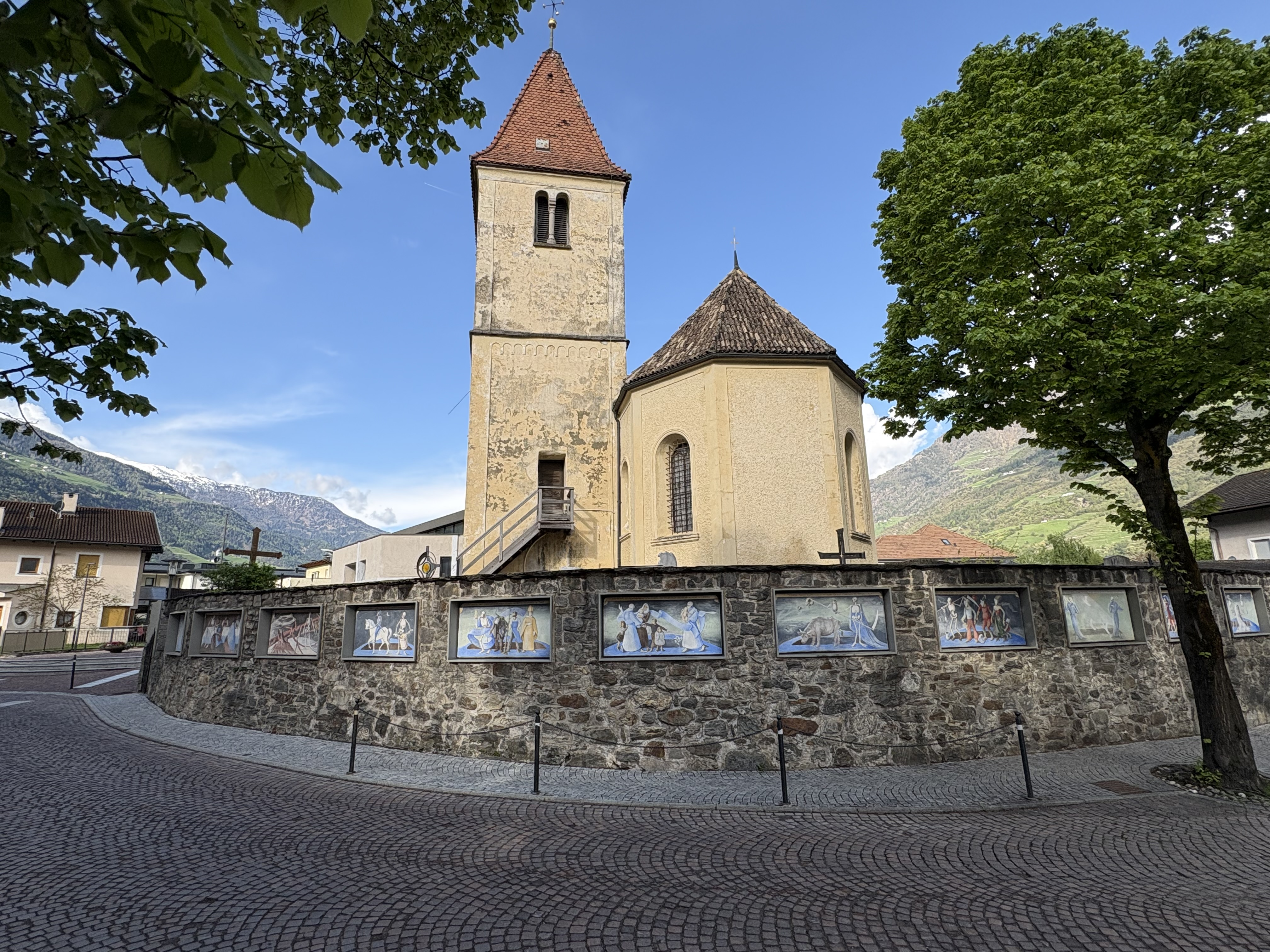
Plaus, Pfarrkirche St. Ulrich von Süden mit dem Totentanz von Luis Stefan Stecher (1996–2001)

Von 1996 bis 2001 malte er an der Friedhofsmauer der Kirche St. Ulrich in Plaus einen Totentanz-Zyklus, versehen mit Reimen in Südtiroler Mundart. Seit 2001 ist der Totentanz mit insgesamt 18 Bildtafeln öffentlich zugänglich. Die Pfarrei Plaus und die Gemeinde haben mit diesem Totentanz einen identitätsstiftenden Ort geschaffen. Luis Stefan Stecher malte in seinen Bildtafeln ein kleines „Vinschger Welttheater“ in dem er selbst, aber auch andere Persönlichkeiten, Vinschger Traditionen und der Vinschger Dialekt vorkommen.

## Werke
- Korrnrliadr. Gedichte in Vintschger Mundart. Tyrolia, Bozen, 1978, ISBN 88-7014-401-1.
- Beinahnähe [Gedichte]. Ill.: Luis Stefan Stecher. Athesia, Bozen, 1980, ISBN 88-7014-168-3.
- Der Duft der Farbe. Ateliergedichte. Haymon, Innsbruck, 1988, ISBN 3-85218-049-X.
- Der blaue Pavillon. Kinderbilderreime. Folio, Wien/Bozen, 2004, ISBN 3-85256-288-0.
- Annähernd fern. Variationen über Nähe und Ferne; Aphorismen und Zeichnungen. Folio, Wien/Bozen, 2005, ISBN 3-85256-313-5.
- Blättert der Wind im Stundenbuch. Neue Sonette. Folio, Wien/Bozen, 2017, ISBN 978-3-85256-729-7.

## Auszeichnungen
Im Jahr 1968 erhielt Luis Stefan Stecher den Walther-von-der-Vogelweide-Förderpreis des Münchner Kulturwerkes für Südtirol. 1977 gewann er den Literaturpreis der Stadt Feldkirch und des Vorarlberger P.E.N. Clubs. Im Jahr 1990 wurde er mit dem Verdienstkreuz des Landes Tirol geehrt. Am 20. Februar 2019 wurde ihm das Ehrenzeichen des Landes Tirol verliehen.